# لو زی چون
لو زی چون (انگلیسی: Law Tsz Chun؛ زادهٔ ۲ مارس ۱۹۹۷) بازیکن فوتبال است.
از باشگاه‌هایی که در آن بازی کرده‌است می‌توان به باشگاه ورزشی کیتچی اشاره کرد.
وی همچنین در تیم ملی فوتبال هنگ کنگ بازی کرده‌است.